# 18-й піхотний полк (Австро-Угорщина)
18-й Богемський (чеський) піхотний полк «ерцгерцог Леопольд Сальватор»(нім. k.u.k. Böhmisches Infanterieregiment Nr. 18, IR. 18) — піхотний полк Спільної армії Збройних сил Австро-Угорщини.

## Історія
Полк було створено 1 квітня 1682 року едиктом імператора Леопольда I під назвою Лотарингзький піший полк (нім. Lothringen zu Fuß). Чисельність полку складала 2300 військовослужбовців. В 1769 р. полку присвоєно номер 18.
Штаб–квартири: Яромерж (1873), Градець-Кралове (1891; 1910—1914), Терезін (1899), Оломоуць (1899—1906), Бруніко (1907—1909). Округ поповнення: Градець-Кралове (№ 18), на території 9-го армійського корпусу.

## Бойовий шлях
Під час Першої світової війни полк брав участь в битвах з росіянами протягом 1914–1915 рр., зокрема, в Галицькій битві та Горлицькому прориві. Брав участь у Третій битві при Ізонцо.

## Склад
- 1-й батальйон (1903—1906: Оломоуць; 1907: Лієнц; 1908—1909: Бруніко; 1910—1914: Градець-Кралове);
- 2-й батальйон (1903—1909: Градець-Кралове; 1910—1914: Невесинє);
- 3-й батальйон (1903—1906: Оломоуць; 1907—1909: Нідердорф; 1909—1914: Градець-Кралове);
- 4-й батальйон (1891: Білеча; 1903—1906: Оломоуць; 1907—1909: Бруніко; 1910—1914: Градець-Кралове).

Національний склад (1914):
- 75 % — чехи;
- 23 % — німці;
- 2 % — інші національності.[1][2]

## Почесні шефи
- 1682—1698: Леопольд I, герцог Лотарингії;
- 1698—1705: Йозеф Лотарингський;
- 1705—1706: Йоганн Адам фон Ветцель;
- 1706: Йоганн Ернст Гофман фон Ейдліц;
- 1707—1714: Франц Ксавер граф Зонненберг і Гайндль;
- 1714—1716: Йоганн Дамьян, герцог Сікінгенський;
- 1716—1719: Йоганн Герман фон Нессельроде;
- 1719—1742: Фрідріх Генріх фон Зекендорф;
- 1742—1773: Ернст Дітріх Грабе, маршал Бурггольцхаузена;
- 1773—1791: Якоб Фрідріх фон Брінкен;
- 1791—1808: Патрік Ерл Стюарт;
- 1808—1809: Костянтин Д'Аспре;
- 1821—1840: фельдцейхмейстер Венцель Алоїз фон Ліліенберг;
- 1840—1848: фельдмаршал-лейтенант Максиміліан Райзінг фон Райзінгер;
- 1848—1892: великий князь Костянтин Романов;
- 1892—1918: ерцгерцог Леопольд Сальватор.

Іншими почесними шефами були:
- 1849—1853: генерал кавалерії Ойген Ісідор фон Фалькенгайн;
- 1853—1868: генерал кавалерії Карл Перглер фон Перглас.

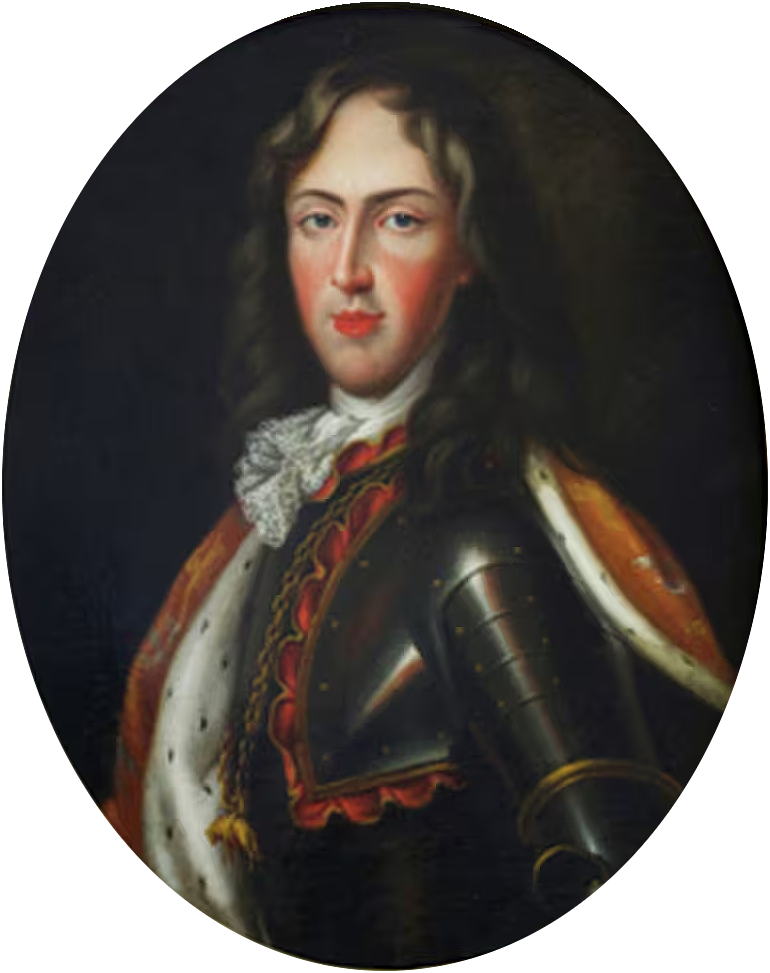
Леопольд I, герцог Лотарингії
Великий князь Костянтин Романов
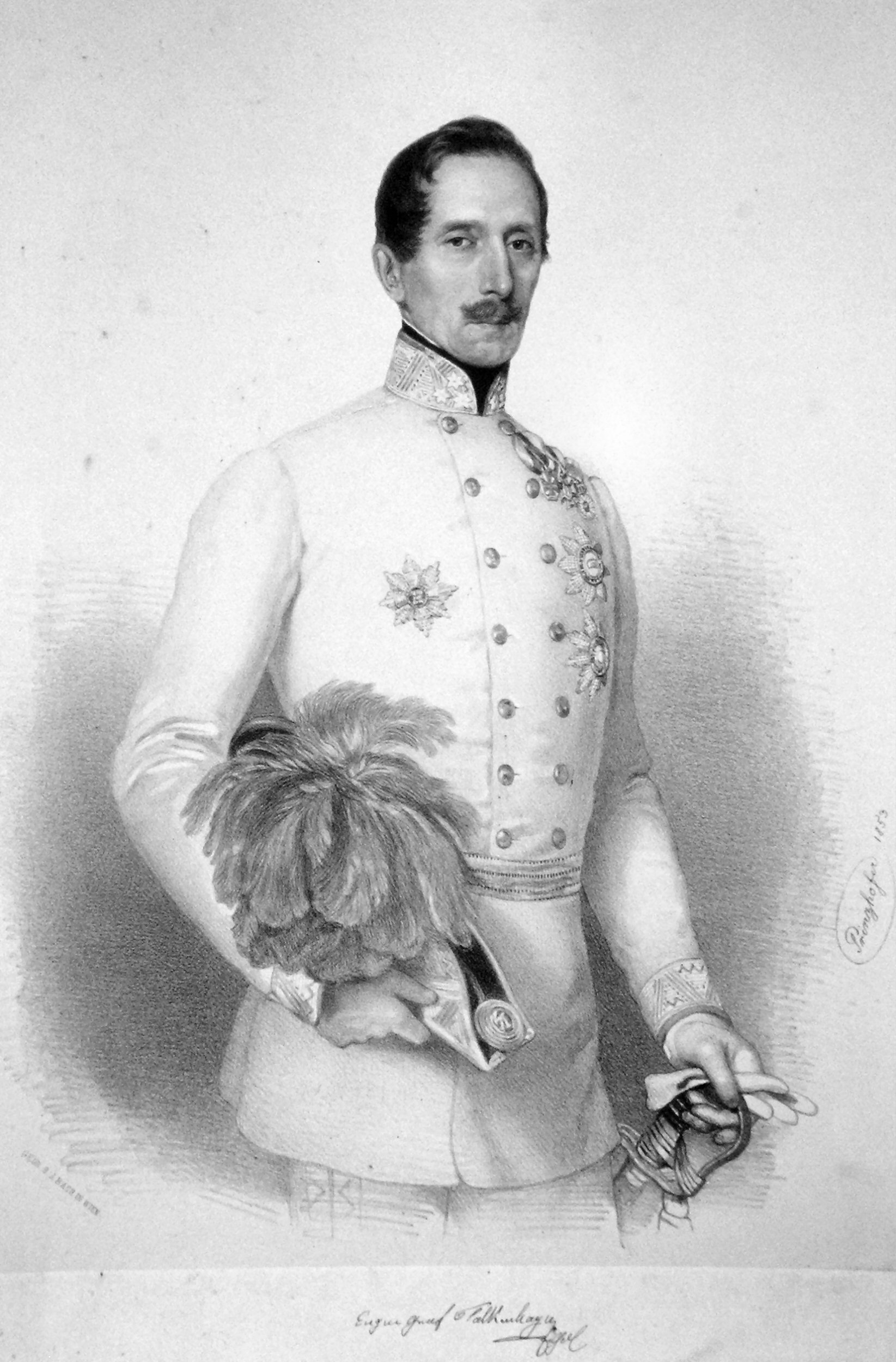
Генерал кавалерії Ойген Ісідор фон Фалькенгайн
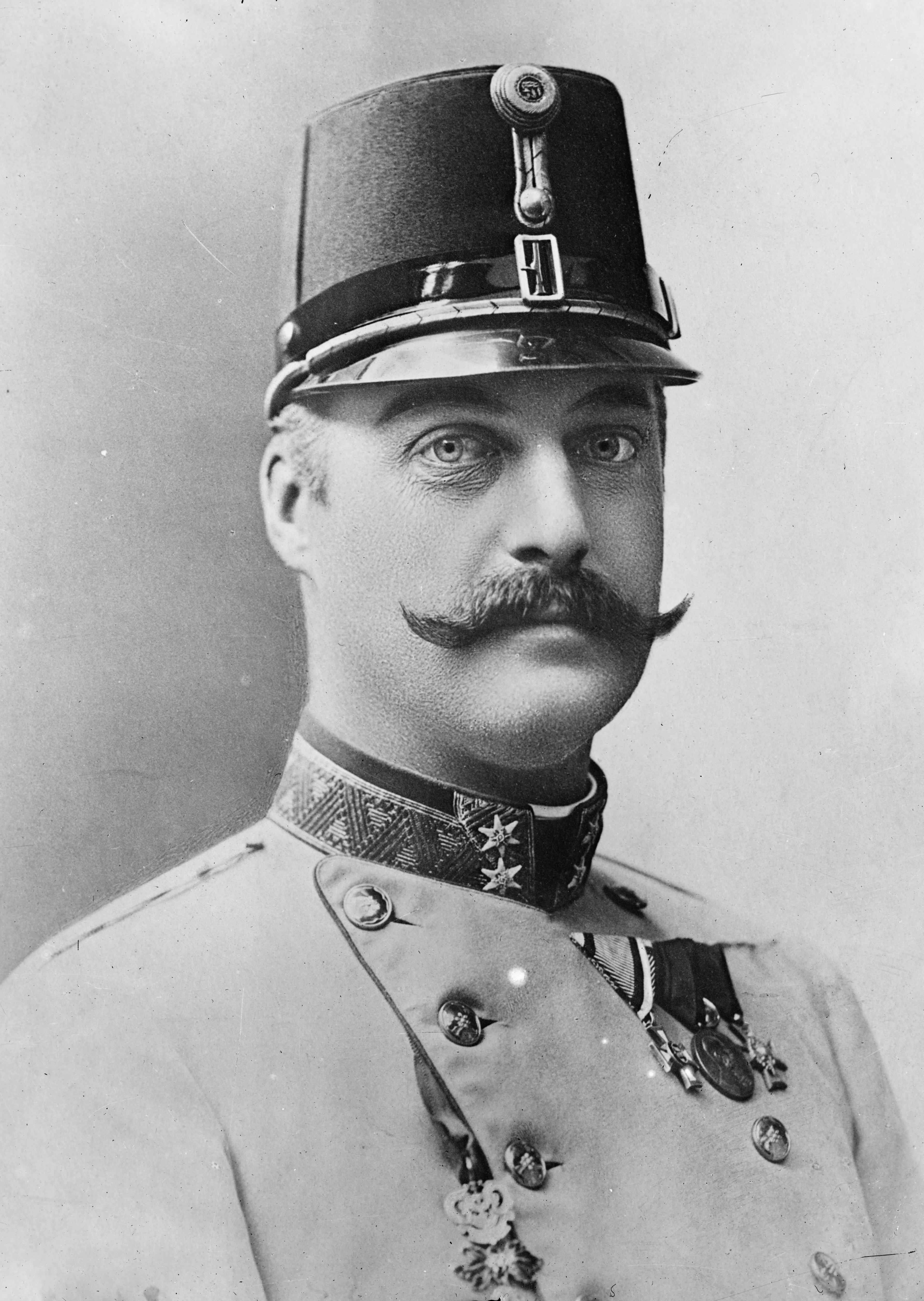
Ерцгерцог Леопольд Сальватор

## Командування
- 1859—1873: полковник Карл Хервай фон Кірхберг;
- 1873: полковник Адольф Тейтшенбах фон Еренруе;
- 1879: полковник Теодор фон Ріш;
- 1879—1882: полковник Фрідріх Австрійський, герцог Тешенський;
- ?–1891: полковник Йозеф фон Калівода;
- 1892–?: полковник Гуго Шеріау;
- ?–1899: полковник Густав фон Віттіх;
- 1899—1902: полковник Едуард фон Сіберт;
- 1902—1905: полковник Карл Санднер фон Зендбург;
- 1905—1908: полковник Камілло Ребенштейнер фон Бланкенфельд;
- 1908—1912: полковник Густав фон Мальцер;
- 1912—1914: полковник Франц Отахаль фон Оттенгорст;

## Підпорядкування
В 1891 році полк входив в склад 20-ї піхотної бригади 10-ї піхотної дивізії, а 4-й батальйон був в розпорядженні 6-ї гірської бригади 18-ї піхотної дивізії.
В 1899 році полк підпорядковувався 57-й піхотній бригаді 29-ї піхотної дивізії. З 1899 по 1906 рр. перебував у складі 10-ї піхотної бригади 5-ї піхотної дивізії, а 2-й батальйон в 58-ї піхотнії бригаді 29-ї піхотної дивізії.

## Однострій

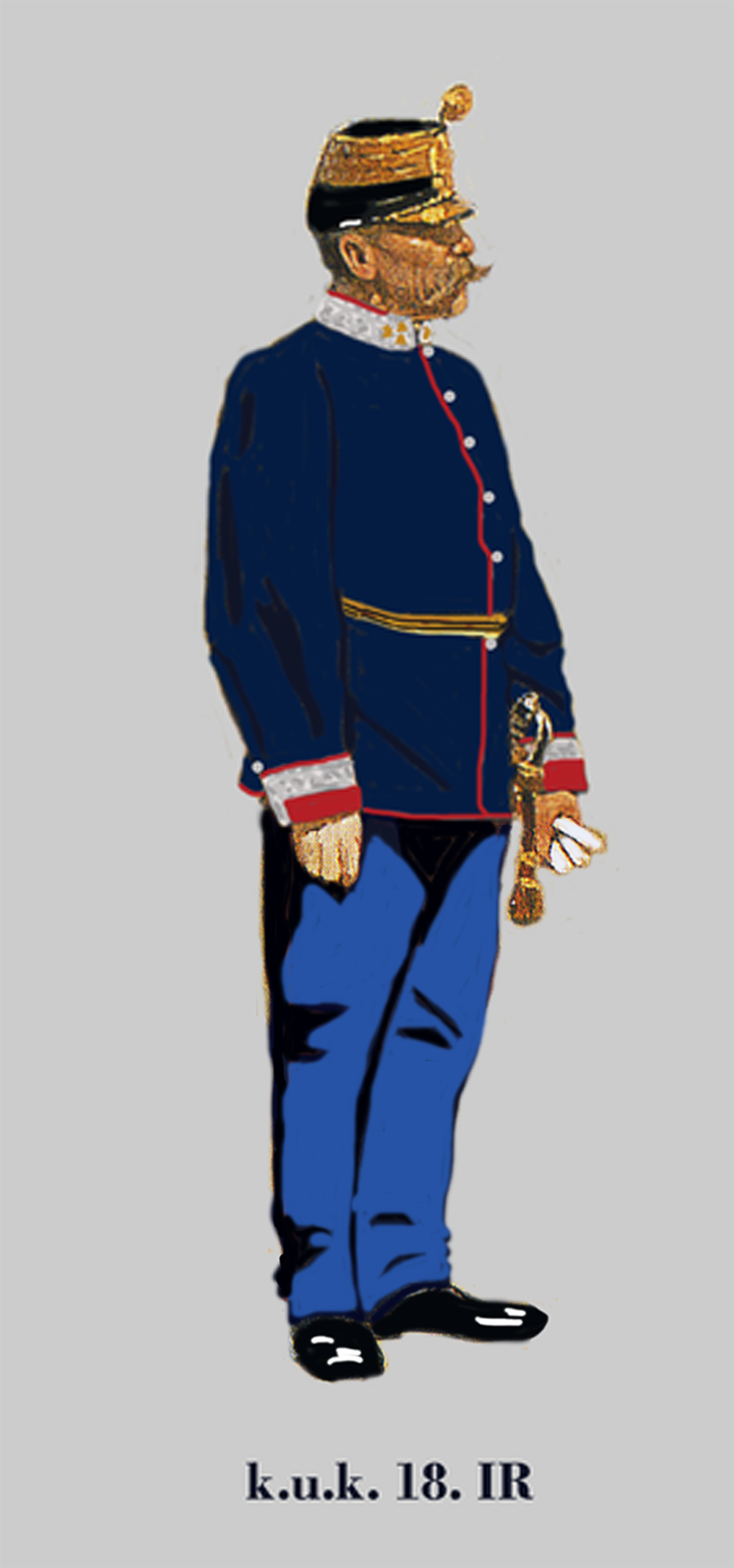
Полковник 18-го піхотного полку
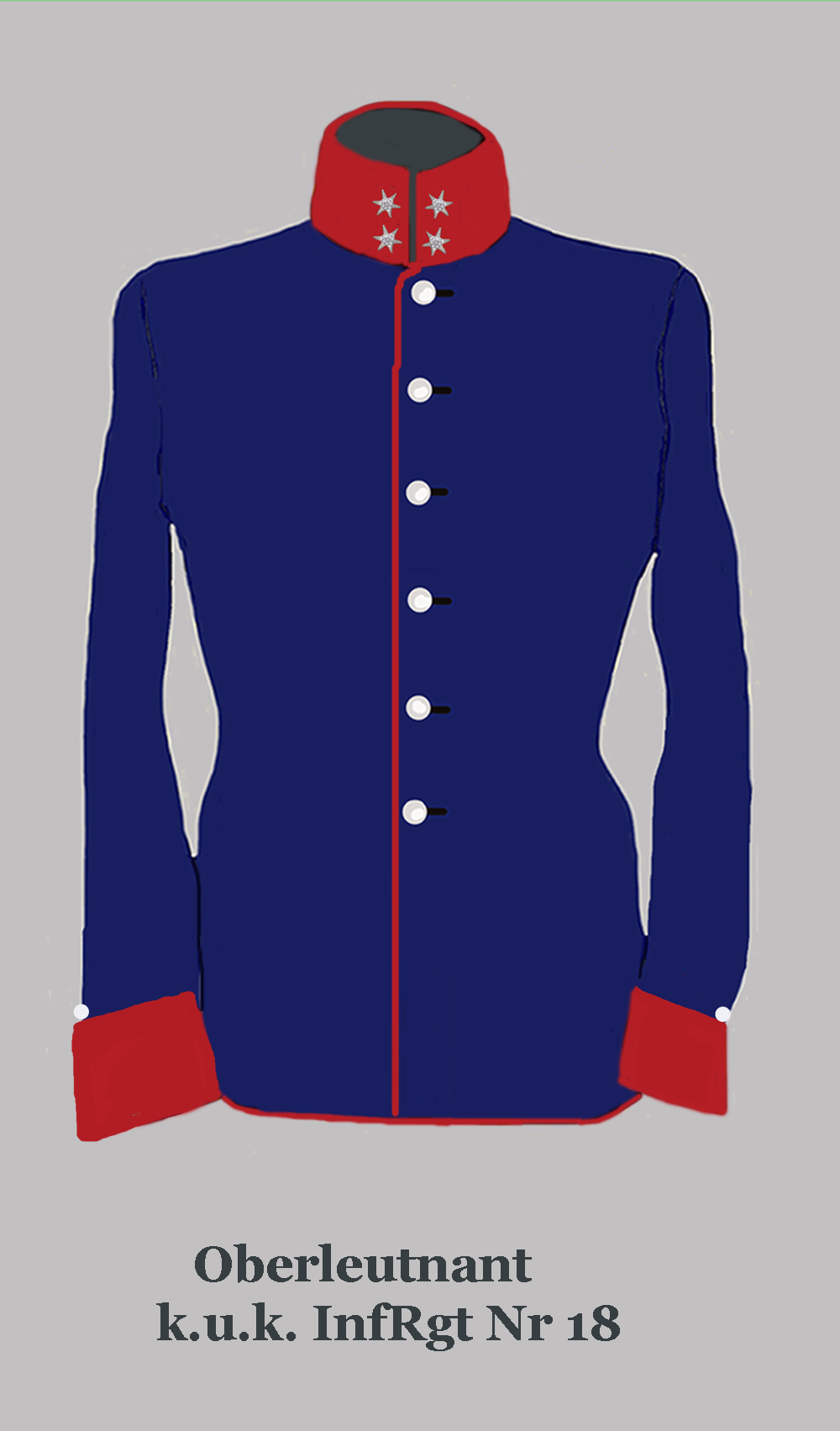
Мундир оберлейтенанта 18-го піхотного полку

## Пам'ять
- Військове кладовище № 4 в Грабі;
- Військове кладовище № 58 в Присліпі;
- Військове кладовище № 138 в Боґоньовиці;
- Військове кладовище № 139 в Турсько.